# 2004 у кіно

## Нагороди

### Оскар
76-та церемонія вручення премії Американської академії кіномистецтва відбулася 29 лютого 2004 року в Лос-Анджелесі. 
- Найкращий фільм: Володар перснів: Повернення короля
- Найкращий режисер: Пітер Джексон (Володар перснів: Повернення короля)
- Найкраща акторка: Шарліз Терон (Монстр)
- Найкращий актор: Шон Пенн (Таємнича ріка)
- Найкраща акторка другого плану: Рене Зеллвегер (Холодна гора)
- Найкращий актор другого плану: Тім Роббінс (Таємнича ріка)
- Найкращий анімаційний повнометражний фільм: У пошуках Немо
- Найкращий фільм іноземною мовою: Навали варварів (Канада)

## Топ 10 Найкасовіших фільмів року
| Місце | Назва                           | Студія                       | Світові касові збори, $ |
| ----- | ------------------------------- | ---------------------------- | ----------------------- |
| 1     | Шрек 2                          | DreamWorks                   | 919 838 758             |
| 2     | Гаррі Поттер і в'язень Азкабану | Warner Bros.                 | 795 634 069             |
| 3     | Людина-павук 2                  | Columbia Pictures            | 783 766 341             |
| 4     | Суперсімейка                    | Walt Disney Pictures / Pixar | 631 442 092             |
| 5     | Страсті Христові                | Newmarket Films              | 611 899 420             |
| 6     | Післязавтра                     | 20th Century Fox             | 544 272 402             |
| 7     | Знайомство з Факерами           | Universal Studios            | 516 642 939             |
| 8     | Троя                            | Warner Bros.                 | 497 409 852             |
| 9     | Підводна братва                 | DreamWorks                   | 367 275 019             |
| 10    | Дванадцять друзів Оушена        | Warner Bros.                 | 362 744 280             |

## Фільми
Дивись Категорія:Фільми 2004
 Україна
- Між Гітлером і Сталіном — Україна в ІІ Світовій війні
- Зцілення коханням
- Королева бензоколонки 2
- Путівник

## Персоналії

### Померли

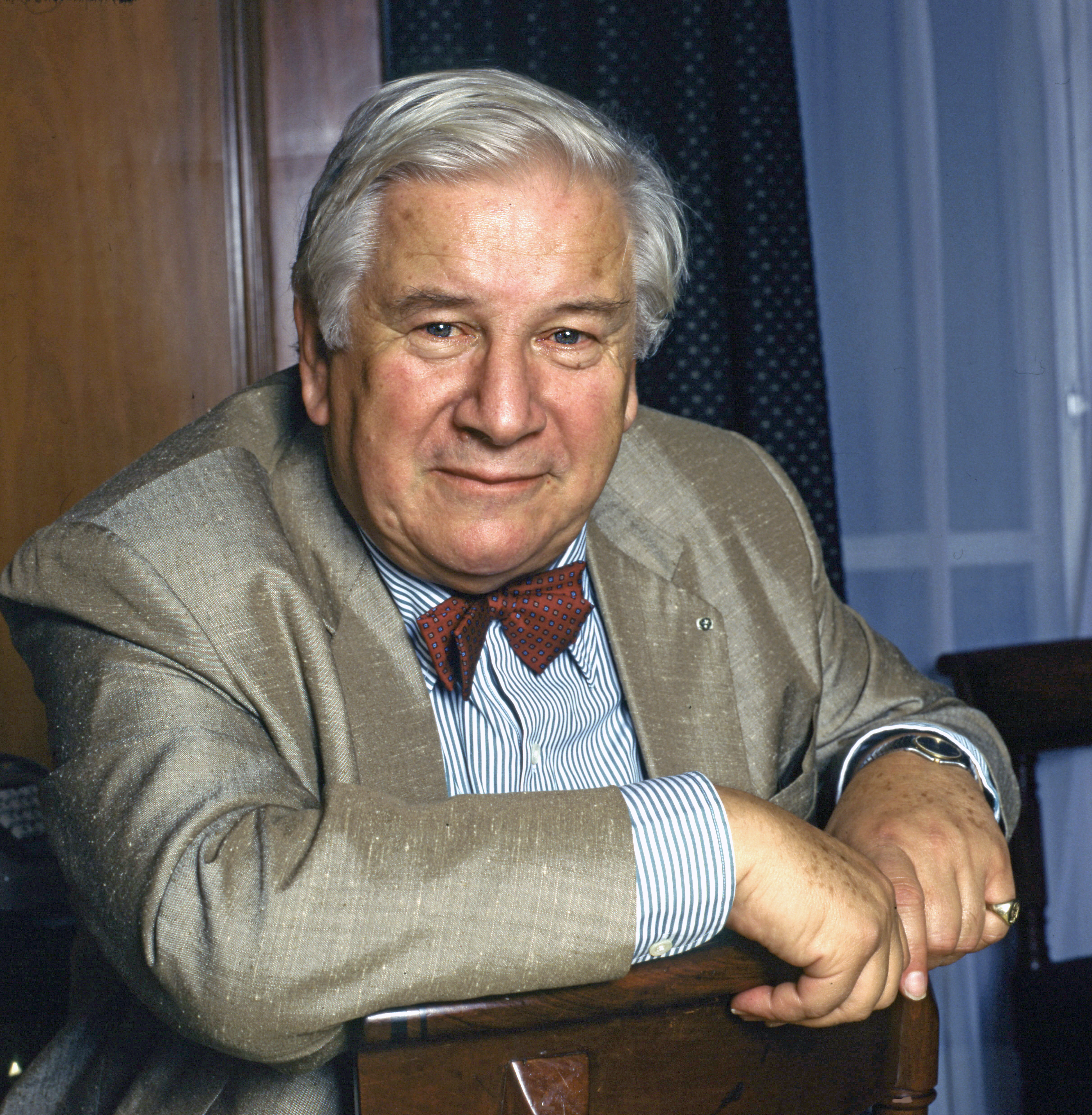
Петер Устінов (1921—2004)

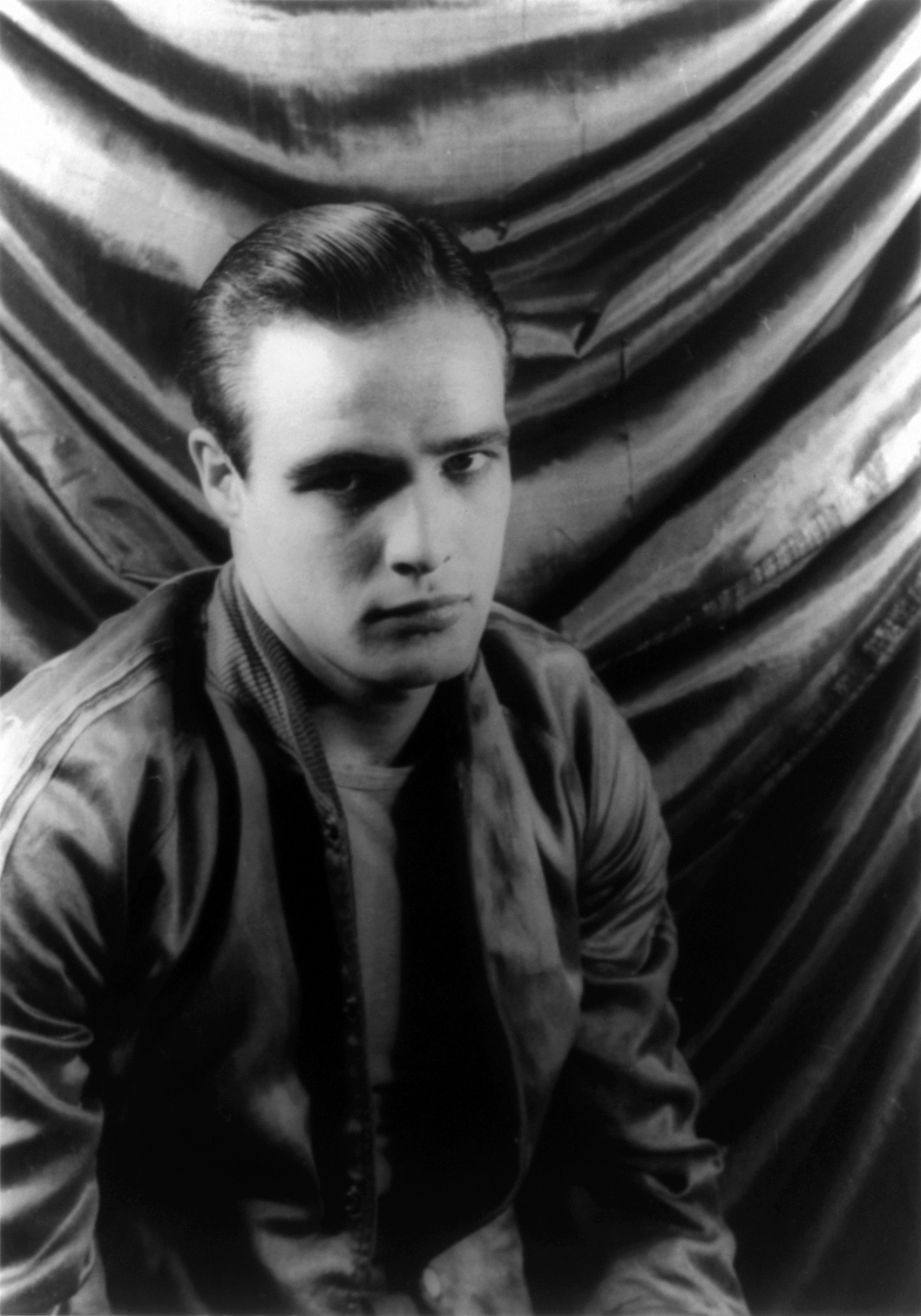
Марлон Брандо (1924—2004)

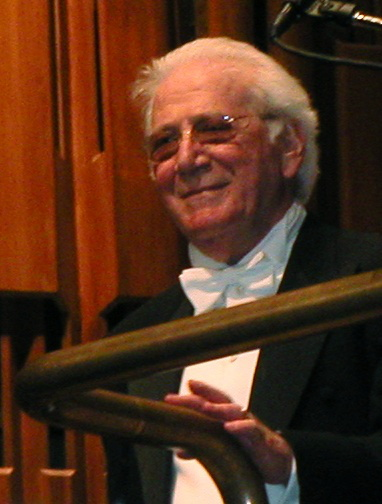
Джеррі Голдсміт (1929—2004)

- 4 січня: Журавльова Тетяна Миколаївна, радянська і російська акторка театру, кіно та естради, театральний педагог.
- 7 січня: Інгрід Тулін, шведська акторка.
- 12 січня: Ольшанський Йосип Григорович, радянський і російський драматург, сценарист.
- 14 січня: Ута Гаґен, американська акторка німецького походження.
- 22 січня: Енн Міллер, американська акторка і танцівниця.
- 28 січня: Джо Вітереллі[en], американський актор.
- 3 лютого: Осташевський Генріх Романович, український актор.
- 25 лютого: Колошин Анатолій Олександрович, радянський режисер, оператор і сценарист документального кіно.
- 2 березня: Мерседес МакКембрідж, американська акторка.
- 6 березня: Френсіс Ді, американська акторка.
- 7 березня: Пол Вінфілд[en], американський актор.
- 10 березня: Борислав Брондуков, український актор.
- 15 березня: Рижов Іван Петрович, радянський російський актор театру та кіно.
- 22 березня: Наталія Наум, українська акторка.
- 28 березня: Петер Устінов, англійський актор, письменник.
- 29 березня: Сімона Ренан, французька акторка театру, кіно і телебачення.
- 15 квітня: Міцутеру Йокояма, японський манґака.
- 20 квітня: Данилова Олександра Сергіївна, радянська і російська акторка театру та кіно.
- 25 квітня: Валерій Сівач, український актор.
- 9 травня: Алан Кінг[en], американський актор.
- 12 травня: Стриженова Маріанна Олександрівна, радянська акторка театру і кіно.
- 14 травня: Анна Лі[en], англійська акторка.
- 16 травня: Маріка Рьокк, німецька акторка угорського походження.
- 17 травня: Тоні Ренделл[en], американський актор, продюсер та режисер.
- 23 травня: Труді Маршалл[en], американська акторка.
- 26 травня: Віра Левицька, українська акторка.
- 27 травня: Микола Вінграновський, український письменник і кінематографіст.
- 28 травня: Ірен Меннінг[en], американська акторка, співачка.
- 29 травня: Юхим Березін, український актор.
- 5 червня: Рональд Рейган, американський актор і 40-й Президент США.
- 13 червня:
  - Дженніфер Нітч, німецька акторка.
  - Михайло Рубінштейн, український сценарист.
- 25 червня: Кочетков Афанасій Іванович, радянський і російський актор театру і кіно.
- 1 липня: Марлон Брандо, американський актор.
- 3 липня: Віктор Жовтий, український актор.
- 9 липня: Ізабель Санфорд[en], американська акторка.
- 12 липня: Борис Калашников, український кіноінженер.
- 19 липня: Зінаїда Дегтярова, українська акторка.
- 21 липня: Джеррі Голдсміт, американський кінокомпозитор.
- 22 липня:
  - Костянтин Степанков, український актор.
  - Саша Дістель, французький співак, гітарист, композитор, актор.
- 23 липня: Серж Реджані, французький театральний та кіноактор, художник та співак італійського походження.
- 26 липня: Сергій Лосєв, український режисер.
- 31 липня: Вірджинія Ґрей[en], американська акторка.
- 6 серпня: Воронов Іван Дмитрович, радянський актор театру і кіно.
- 8 серпня: Фей Рей, американська акторка.
- 21 серпня: Віктор Авілов, російський актор, режисер.
- 26 серпня: Лора Бреніген, американська співачка, акторка.
- 8 вересня: Френк Томас[en], американський аніматор.
- 12 вересня: Лі де Мей, чеська порноакторка.
- 18 вересня: Рум'янова Клара Михайлівна, радянська та російська акторка театру, кіно і радіо, співачка.
- 29 вересня:
  - Біллі Джейкобс, американський актор.
  - Михайло Єршов, радянський кінорежисер і сценарист.
- 3 жовтня: Джанет Лі, американська акторка.
- 7 жовтня: Болотов Геннадій Георгійович, радянський і український актор театру, кіно та дубляжу, сценарист.

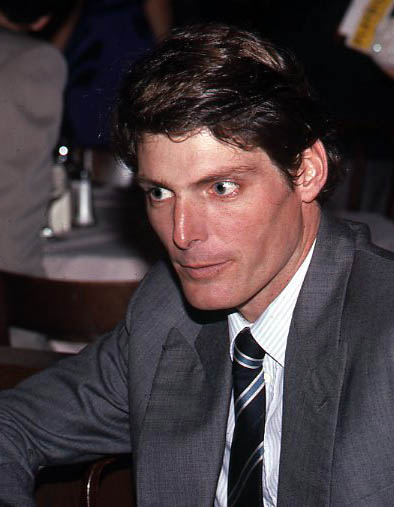
Крістофер Рів (1952—2004)

- 10 жовтня: Крістофер Рів, американський актор.
- 2 листопада: Тео ван Гог, голландський кінорежисер, продюсер та актор.
- 7 листопада: Говард Кіл, американський актор та співак.
- 19 листопада:
  - Наталія Гебдовська, радянська акторка.
  - Гельмут Грім, німецький актор.
- 24 листопада: Грудинін Валентин Гурійович, російський радянський та український радянський актор театру і кіно.
- 26 листопада: Філіп де Брока, французький кінорежисер.
- 3 грудня:
  - Робер Дері, французький актор, режисер і сценарист.
  - Марія Перші, австрійська акторка.
- 10 грудня:
  - Хорен Абрамян, вірменський актор.
  - Муратов Раднер Зінятович, радянський актор
- 19 грудня: Гельмут Грім, німецький актор театру і кіно.
- 28 грудня: Сьюзен Зонтаґ, американська письменниця, кінокритикиня.